# Primer hueso metatarsiano
El primer hueso metatarsiano es el hueso del pie que se encuentra justo detrás del dedo gordo. El primer hueso metatarsiano es el más corto de los huesos metatarsianos y, con mucho, el más grueso y fuerte de ellos.
Como los otros cuatro metatarsianos, se puede dividir en tres partes: base, cuerpo y cabeza. La base es la parte más cercana al tobillo y la cabeza es la parte más cercana al dedo gordo del pie. La parte estrecha del centro se conoce como el cuerpo del hueso. El hueso es algo aplanado, lo que le confiere dos caras: la plantar (hacia la planta del pie) y la dorsal (el área que mira hacia arriba al estar de pie).
La base no presenta, por regla general, facetas articulares (superficies articulares) en sus lados, pero ocasionalmente en el lado lateral hay una faceta ovalada, por la cual se articula con el segundo metatarsiano. En la parte lateral de la superficie plantar hay una prominencia ovalada rugosa, o tuberosidad, para la inserción del tendón del músculo peroné largo .
El primer metatarsiano se articula (forma articulaciones) con el hueso cuneiforme medial y, en pequeña medida, con el hueso cuneiforme intermedio. Su superficie articular proximal es grande y en forma de riñón; su circunferencia está ranurada, para los ligamentos tarsometatarsianos, y da inserción medialmente a parte del tendón del músculo tibial anterior .
El cuerpo del hueso es fuerte y de forma prismática bien marcada.
La cabeza es grande; en su superficie plantar hay dos facetas estriadas sobre las que se deslizan los huesos sesamoideos; las facetas están separadas por una suave elevación.

## Inserciones musculares
Tres músculos se insertan en el primer hueso metatarsiano: el tibial anterior, el peroné largo y el primer interóseo dorsal.
El tibial anterior se inserta en la base del hueso, mientras que el peroné largo se inserta en la tuberosidad. La parte lateral del primer músculo interóseo dorsal se origina en el lado medial del hueso. Su función es la de extender los dedos de los pies.
| Músculo            | Dirección | Inserción                             |
| ------------------ | --------- | ------------------------------------- |
| Tibial anterior    | Inserción | Base del primer metatarsiano          |
| Fibularis longus   | Inserción | Tuberosidad del primer metatarsiano   |
| Interóseo dorsal I | Origen    | Parte lateral del primer metatarsiano |

## Imágenes adicionales

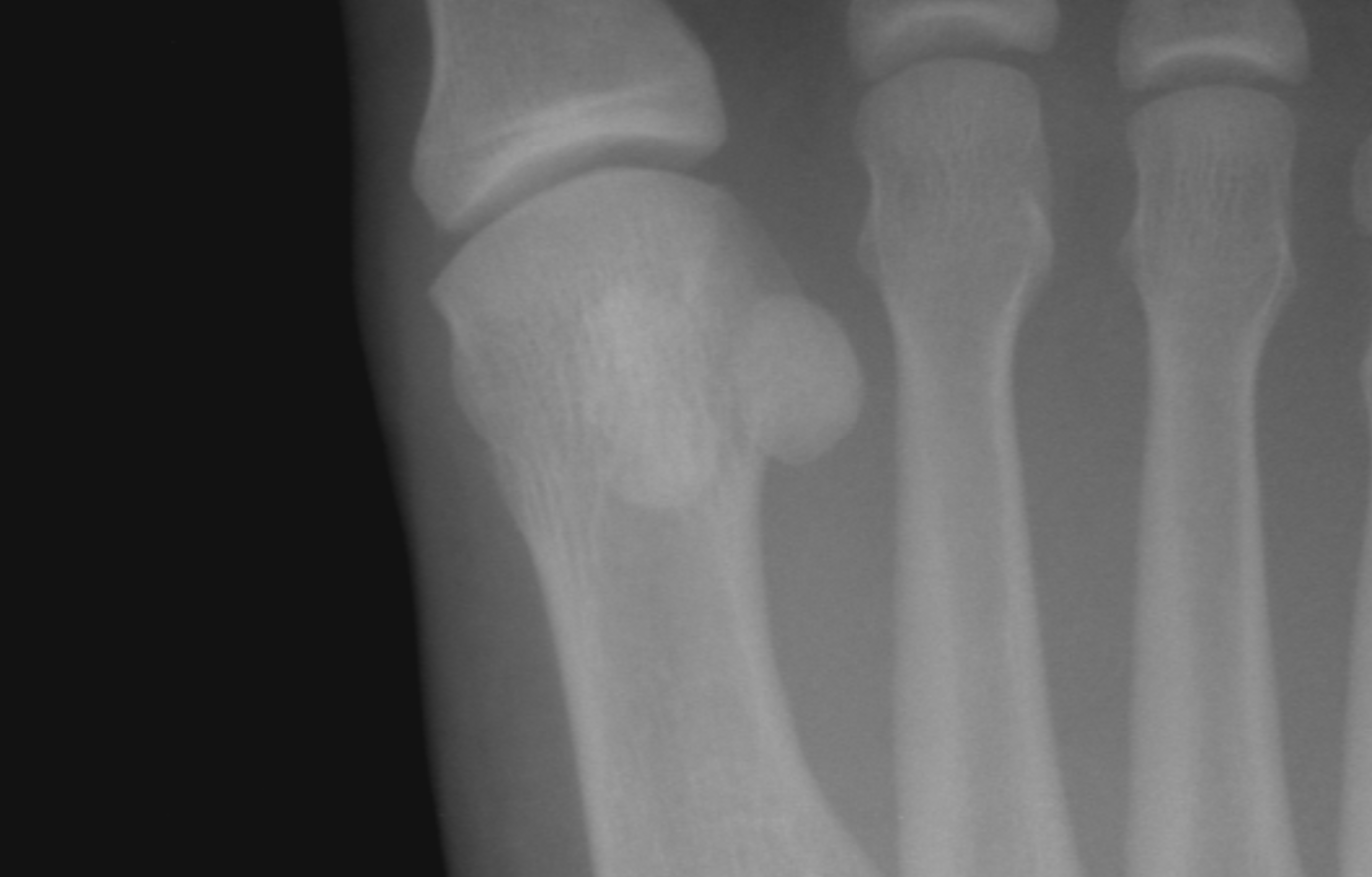
Huesos sesamoideos en el extremo distal del primer metatarsiano.
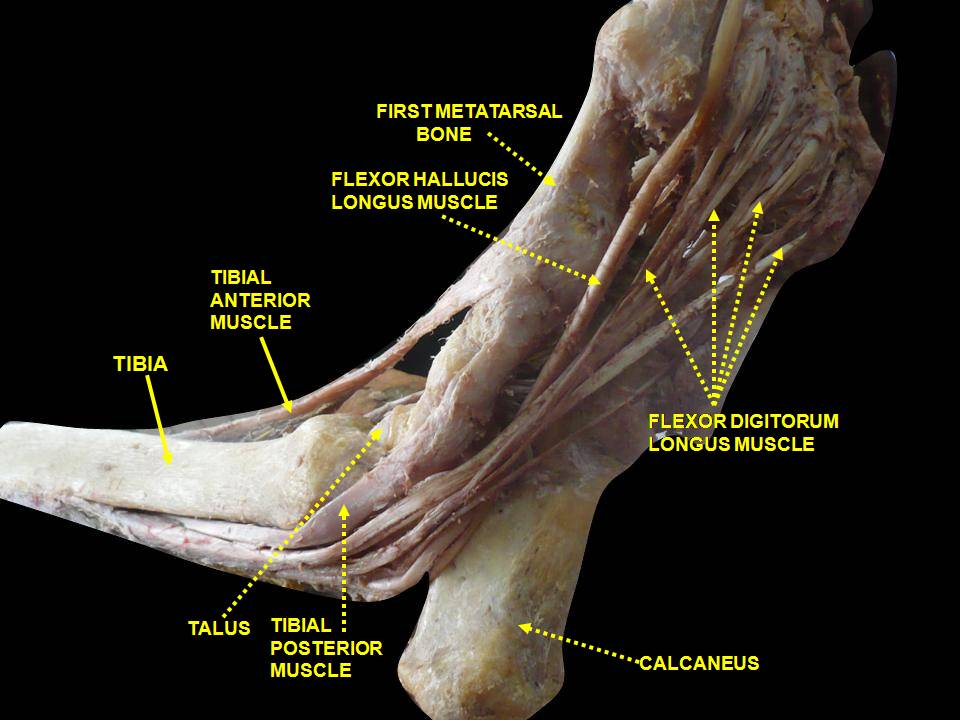
Primer hueso metatarsiano. Disección profunda.
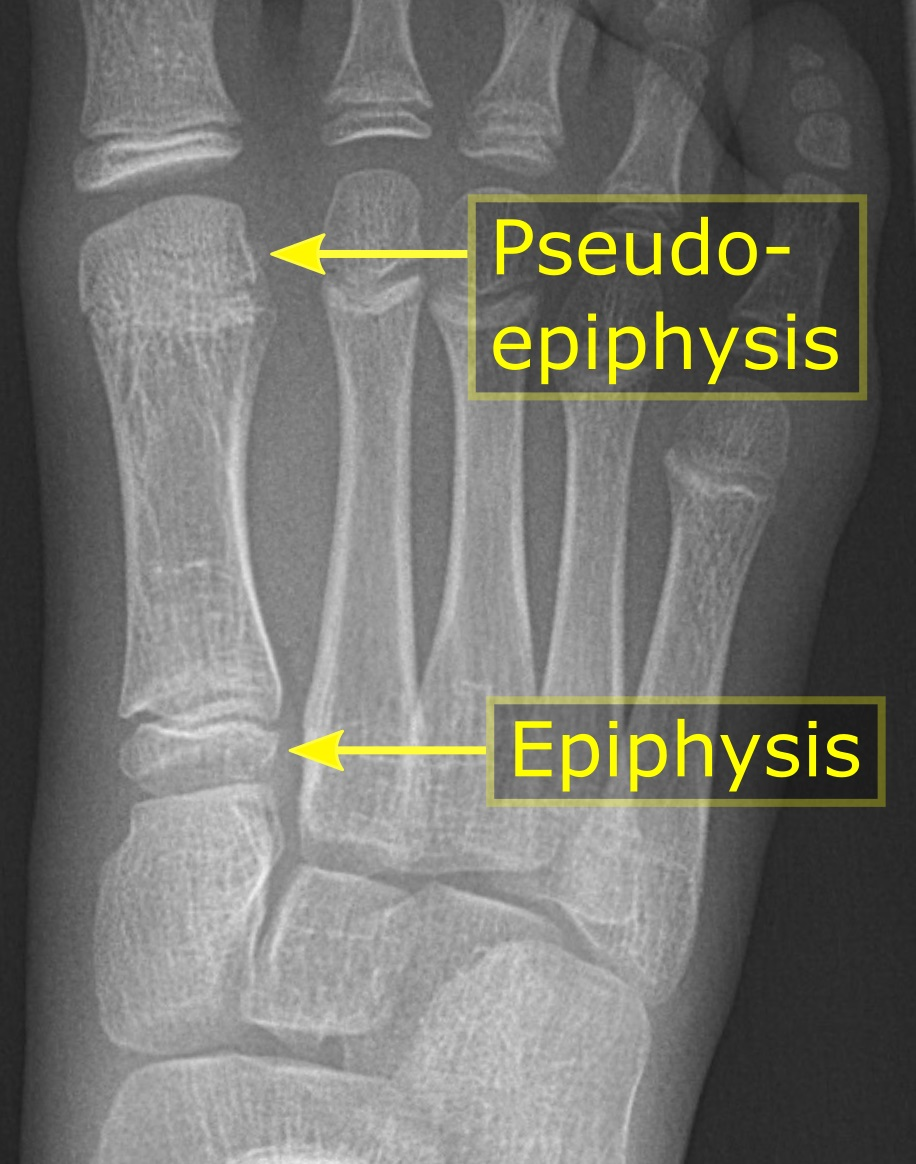
Es común en los niños tener una pseudoepífisis del primer metatarsiano.